# Patrick Mike
Patrick Zakias Mike – mikronezyjski zapaśnik walczący w obu stylach. Zdobył trzy medale igrzysk mikronezyjskich, złoty w 2014. Drugi na miniigrzyskach Pacyfiku w 2005. Zdobył cztery medale mistrzostw Oceanii w latach 2005-2018. Reprezentował stan Kosrae.